# Karl Schlayer
Karl Schlayer, auch Carl Robert Schlayer, (* 21. Oktober 1875 in Reutlingen; † 2. Oktober 1937 in Berlin) war ein deutscher Internist und Hochschullehrer. Er bereitete den Berufsweg des Diätassistenten.

## Leben
Schlayer war der Sohn eines Fabrikbesitzers. Er studierte in Berlin an der Friedrich-Wilhelms-Universität und der Kaiser-Wilhelm-Akademie und wurde 1895 Mitglied, später Ehrenmitglied des Corps Marchia Berlin.
1897 wurde er promoviert und erhielt seine weitere Ausbildung an der Charité, in Tübingen und München. Als aktiver Assistenzarzt der württembergischen Armee nahm er von 1900 bis 1903 an einer China-Expedition teil. Als Stabsarzt verließ er 1906 den Militärdienst und habilitierte sich 1907 für Innere Medizin an der Eberhard Karls Universität Tübingen, wo er 1912 Professor wurde. 1913 ging er an die Ludwig-Maximilians-Universität München. Ab 1921 leitete er das Kaiserin-Augusta-Hospital in Berlin. Dort richtete er die in Deutschland erste Diätküche ein und engagierte sich, mit seinem Oberarzt Joachim Prüfer und der Diätschwester Johanna Kunath, für staatliche Ausbildungsnormen einer Ausbildung zur Diätschwester. Carl Robert Schlayer, Joachim Prüfer und Johanna Kunath gaben im Jahr 1935 die erste Auflage eines Lehrbuchs der Krankenernährung heraus, wobei Johanna Prüfer den Rezeptteil verfasste. Das Lehrbuch erschien in insgesamt sieben Auflagen. Nebst seinen Arbeiten zur Volksernährung und speziell zur Krankenernährung befasste sich Schlayer auch mit der Beschäftigungstherapie. Schlayer befasste sich zudem mit Nervenkrankheiten und entwickelte Funktionstests der Nieren.
Vom Kaiserin-Augusta-Hospital gingen somit in der Zeit der Weimarer Republik durch Schlayer, Prüfer und Kunath wichtige Impulse für die Entwicklung der „Mittleren Medizinischen Fachberufe (MMF – so die Bezeichnung in der späteren DDR)“ bzw. nichtärztlichen Heilhilfsberufe oder aber auch Pflegeberufe (so die Bezeichnung in der späteren BRD) aus.
Entsprechende Anstrengungen an der Charité durch den Verwaltungsdirektor Ernst Pütter gemeinsam mit der Küchenoberschwester Helene Büttner, Fortbildungskurse für Charitéschwestern in der Diätküche einzurichten, erfolgten zeitlich nachgeordnet erst ab dem Jahr 1927.

## Veröffentlichungen (Auswahl)
- Über chronische Wirbelsäulenversteifung. In: Fortschr. Röntgenstr., 1906, Band 10, S. 261 ff.
- Lehrbuch der pathologischen Physiologie für Studenten und Ärzte. Leipzig 1922.
- mit Anna Wiest: Leitfaden für Arbeitsbehandlung von Kranken und Genesenden sowie für die Hand des Kranken. Enke Verlag, Stuttgart 1934.
- als Hrsg. mit Joachim Prüfer: Lehrbuch der Krankenernährung. Urban & Schwarzenberg, München / Berlin / Wien 1935 (Erster Teil: Allgemeine und spezielle Diätetik. Zweiter Teil: Rezeptsammlung); insgesamt sieben Auflagen, Rezeptteil von Minna Hessler und Johanna Kunath.
- mit M. Nothnagel: Für wenig Geld eine gute Ernährung: ein Volkskochbuch. Schriftenreihe der Reichsarbeitsgemeinschaft für Volksernährung, Leipzig 1936.
- Die Nierenkrankheiten in der Praxis. 2. Auflage. München 1939.